# Lysandra semibrunala
Lysandra semibrunala är en fjärilsart som beskrevs av Philip Miller. Lysandra semibrunala ingår i släktet Lysandra och familjen juvelvingar. Inga underarter finns listade i Catalogue of Life.